# Hans Michael Ockenfels
Hans Michael Ockenfels (* 6. August 1966 in Bonn) ist ein deutscher Dermatologe und Allergologe. Seit 1. Juli 1997 ist er Leiter der Haut- und Allergieklinik im Klinikum Hanau.

## Leben
Ockenfels studierte von 1985 bis 1991 zuerst an der Universität Ulm und anschließend an der Johannes Gutenberg-Universität Mainz Humanmedizin und schloss dieses Studium mit der Promotion über das Thema „Einfluß von medikamentösen Provokatoren der Psoriasis auf die Lymphozytenproliferation“ ab. 
Nach der Promotion war Ockenfels wissenschaftlicher Mitarbeiter an der Universitätshautklinik Essen. Er führte dort in einer Forschergruppe Arbeiten zur Entstehung und des Pathomechanismus der Schuppenflechte weiter fort und erlangte dort nach Habilitation 2000 die venia legendi (Lehrberechtigung) und die Ernennung zum Privatdozenten. 2005 erfolgte die Umhabilitation an die Medizinische Fakultät Mannheim der Ruprecht-Karls-Universität Heidelberg und 2010 die Ernennung zum außerplanmäßigen Professor. 
Am 1. Juli 1997 trat Ockenfels die Stelle des Leitenden Arztes der Haut- und Allergieklinik des Klinikums Hanau an. Er erwarb die Zusatzbezeichnungen Proktologie und medikamentöse Tumortherapie durch die Landesärztekammer Hessen, sowie Lasermedizin und medizinische Kosmetologie durch die DDA. Seit 1999 ist Ockenfels berufspolitischer Sprecher für Belegarztfragen des Berufsverbandes der Deutschen Dermatologen (BvDD), ferner ist er Mitglied der S3-Leitliniengruppe „Psoriasis“.
Seit 1986 ist er Mitglied der katholischen Studentenverbindung AV Suebo-Danubia Ulm. Später wurde er noch Mitglied der VKDSt Hasso-Rhenania Mainz.

## Wirken
Ockenfels wurde zunächst durch seine Arbeiten über Psoriasis (Schuppenflechte) und sein Wirken in der Lasermedizin und im Weiteren über seine Präventionskonzepte gegen Hautkebsentstehung/Hautalterung bei Sportlern bekannt. 2002 wurde mit ihm die Therapie der Psoriasis mittels Excimerlaser in der heute Sendung des ZDF vorgestellt, es folgten bis heute über 20 Sendungen zu lasermedizinischen Fragen in RTL, SAT1, HR u. a. 
2011 rief er mit der ersten Medicallounge im Stadtschloss Hanau ein Diskussionsforum ins Leben, der u. a. Antje-Katrin Kühnemann, Ulf Merbold und Ariane Friedrich angehörten. 
Im April 2010 berichtete die Welt am Sonntag von einer seiner Studien zum erhöhten Hautkrebsrisiko bei Golfern. Seit dieser Zeit entwickelte er ein Präventionsprogramm für Spitzen- und Freizeitsportler gegen Hautkrebs und Lichtalterung. Ockenfels wurde 2016 zum beratenden Arzt des Weltverbandes moderner Fünfkampfes im IOC, Union Internationale de Pentathlon Moderne (UIPM), berufen.
In Boulevardmedien gilt Ockenfels als Prominenten-Arzt.
Ockenfels ist Vorsitzender der Anti-Doping-Kommission der UIPM.

## Werke
- H.M. Ockenfels  & M. Wolff: Malignes Melanom – Wächterlymphknotenbiopsie, regionale Lymphadenektomie und Metastasenchirurgie. In: Allgemein- und Viszeralchirurgie. Thieme-Verlag, 2013;203-219
- A. Nast et al.: Evidence-based (S3) guidelines for the treatment of psoriasis vulgaris. J Dtsch Dermatol Ges 2007: 5(3):1-119

## Mitgliedschaften (Auswahl)
- Deutsche Dermatologische Gesellschaft
- Arbeitsgemeinschaft Dermatologische Forschung
- European Society for Dermatological Research
- Berufsverband der Deutschen Dermatologen
- Arbeitsgemeinschaft Dermatologische Histologie
- Deutsche Kontaktallergie-Gruppe
- Informationsverbund der Dermatologischen Kliniken
- Arbeitsgemeinschaft für Berufs- und Umweltdermatologie
- Deutsche Gesellschaft für Lasermedizin
- European Dermatology Forum